# Angel Locsin

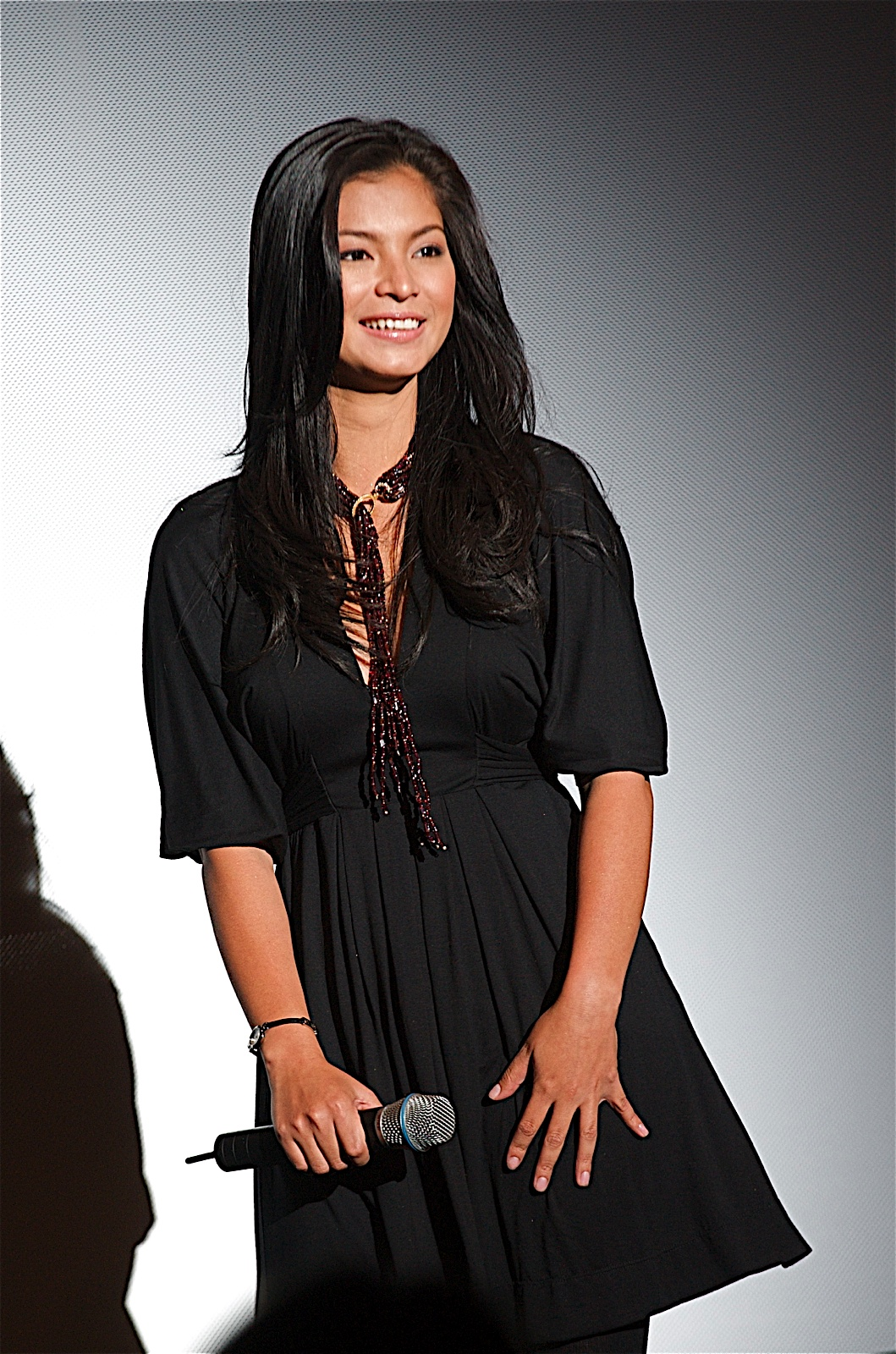
Angel Locsin.

Angel Locsin, de son vrai nom Angelica Colmenares, est une actrice et modèle philippine née le 23 avril 1985 dans la province de Bulacain (Philippines).

## Biographie
Angel Locsin est une actrice de télévision et de cinéma, productrice de films, mannequin et créatrice de mode philippine. Elle est devenue célèbre avec son interprétation d'Alwina dans « Mulawin », une série télévisée de fantaisie, et en interprétant la super-héroïne Darna dans la série télévisée du même nom.
Elle a commencé en tant qu'artiste avec le réseau GMA, mais est ensuite passée à ABS-CBN. Son premier rôle majeur avec ABS-CBN a été d’interpréter Lyka dans la série télévisée "Lobo", pour laquelle elle a été nommée aux 37eme International Emmy Awards dans la catégorie meilleure performance féminine. Actrice primée à plusieurs reprises, elle a remporté plusieurs récompenses aux Philippines dont le prix FAMAS et le Film Academy of the Philippines Award de la meilleure actrice pour ses films à succès «In The Name Of Love» et «One More Try».
Sa carrière réussie a subi un léger revers en 2017 lorsqu'elle dut abandonner le tournage l'adaptation cinématographique de la série Darna, souffrant de problèmes de colonne vertébrale.

## Filmographie
- 1999 : Click (série télévisée) : Charley
- 2000 : Ping Lacson: Supercop : Young Robina Gokongwei
- 2002 : Iibigin ay ikaw, Ang (série télévisée) : Mariella
- 2003 : Mano po 2: My home : Melissa
- 2004 : Mulawin (série télévisée) : Alwina
- 2004 : Kuya : Barbs
- 2004 : Love to Love (série télévisée) : Chara
- 2004 : Singles : Samantha
- 2004 : Mano po III: My love : Eliza
- 2004 : Sigaw : Pinky
- 2005 : Let the Love Begin : Pia
- 2005 : Darna (série télévisée) : Darna / Narda
- 2005 : Mulawin: The Movie : Alwina
- 2006 : I Will Always Love You : Cecille
- 2006 : Majika (série télévisée) : Sabina
- 2006 : Txt : Joyce
- 2006 : Bubble Gang (série télévisée)
- 2006 : Mano po 5: Gua ai di (I love you) : Charity
- 2007 : Asian Treasures (série télévisée) : Gabriela
- 2007 : The Promise : Andrea
- 2007 : Angels : Jenny
- 2008 : Love Me Again
- 2008 : Lobo (série télévisée) : Lyka Raymundo
- 2013 : Four Sisters and a Wedding : Alex Salazar
- 2014 : The Legal Wife (série télévisée) : Monica Santiago-de Villa